# Ócuka Sindzsi
Ócuka Sndzsi (Csiba, 1975. december 19. –) japán válogatott labdarúgó.

## Nemzeti válogatott
A japán U20-as válogatott tagjaként részt vett az 1995-ös ifjúsági labdarúgó-világbajnokságon.